# 巴索努努拉岗民族统一机构
巴索努努拉岗民族统一机构 （简称：巴索党、PASOK）是马来西亚沙巴一个已不存在的政党。该党于1978年成立，在2008年解散以前是当时沙巴现存最古老的本土政党。尽管该党以卡达山杜顺人为基干，该党党籍开放给所有族裔。
努努拉岗指的是卡达山杜顺人的传说中的起源地——甘榜努努拉岗。

## 历史
巴索党由前沙巴副首长G·S·孙丹兄弟于1978年成立。1981年沙巴州选举前，巴索党与沙统和华统合组为沙巴阵线，试图推翻人民党政权。沙巴阵线得到前首相东姑阿都拉曼担任顾问，一时间声势大涨。但最终沙巴阵线惨败，沙统仅赢得3席，华统1席，巴索党颗粒无收。
1985年沙巴州选举中，巴索党赢得1席，随后参加新成立的沙巴团结党州政府。但沙统与人民党不满选举结果，试图组成联合政府，以慕斯塔法为首长，引发骚乱。时任代首相兼国阵副主席慕沙希淡一锤定音，由团结党组织州政府。危机解除后，1986年百林解散州议会，举行闪电大选，并以更大优势执政。这一次，巴索党丢失仅有的1席。此后，沙巴阵线解散，沙统重归国阵。在这之后，巴索党未能在任何选举中取得突破。 

### 解散
由于党主席人选争执不休，巴索党被剥夺了以本党名字和竞选标志上阵第12届全国大选的机会。原本预定参选的巴索党候选人要么选择以独立候选人身份参选，要么退出选举。
2008年2月28日，鉴于巴索党未能解决领导危机，社团注册局向该党发出了吊销注册通知。5月27日，巴索党被吊销注册。

## 大选成绩
| 选举 | 赢得席位 | 竞选席位 | 总得票数 | 得票率 | 选举结果      | 选举领袖 |
| ---- | -------- | -------- | -------- | ------ | ------------- | -------- |
| 1982 | 0 / 154  | 23       | 14,958   | 0.36%  | ━ 0席；无代表 | N/A      |
| 2004 | 0 / 219  | 21       | 543      | 0.00%  | ━ 0席；无代表 | N/A      |

## 州议会选举成绩
| 州议会选举 | 州议会 | 州议会              |
| 州议会选举 | 沙巴   | 赢得席位 / 竞选席位 |
| ---------- | ------ | ------------------- |
| 1981       | 0 / 48 | 0 / 29              |
| 1985       | 1 / 48 | 1 / 9               |
| 1986       | 0 / 48 | 0 / 2               |
| 1999       | 0 / 48 | 0 / 1               |
| 2004       | 0 / 60 | 0 / 12              |
| 2008       | 0 / 60 | 0 / 1               |